# 736 Гарвард
736 Гарвард (736 Harvard) — астероїд головного поясу, відкритий 16 листопада 1912 року.
Тіссеранів параметр щодо Юпітера — 3,643.